# Raúl Eduardo Vela Chiriboga
Raúl Eduardo Vela Chiriboga   (Riobamba, 1 de gener de 1934 - Quito, 15 de novembre de 2020) fou un cardenal equatorià de l'Església catòlica. Serví com a arquebisbe metropolità de Quito entre 2003 i 2010. Va ingressar al cardenalat el 2010 pel Papa Benet XVI.

## Biografia
Després dels estudis realitzats al col·legi salesià de Riobamba i després al seminari major de Quito, rebé l'ordenació sacerdotal el 28 de juliol de 1957 pel bisbe Leonidas Eduardo Proaño Villalba.
Entre el 1968 i el 1975 va ser sots-secretari i secretari de la Conferència episcopal equatoriana.
Després d'haver servit com a prevere al seu país, el 20 d'abril de 1972 va ser nomenat bisbe auxiliar de Guayaquil i titular d'Ausafa. Rebé la consagració episcopal el 21 de maig següent de mans del cardenal Pablo Muñoz Vega, arquebisbe de Quito.
El 29 d'abril de 1975 va ser nomenat bisbe d'Azogues.
El 21 de març de 2003 va ser nomenat arquebisbe de Quito i Primat de l'Equador, succeint el cardenal Antonio José González Zumárraga.
L'11 de setembre de 2010 presentà la dimissió del govern pastoral de l'arxidiòcesi en assolir el límit d'edat.
El Papa Benet XVI l'elevà al Col·legi Cardenalici al consistori celebrat el 20 de novembre de 2010, amb el títol de cardenal prevere de Santa Maria in Via.
L'1 de gener de 2014, en complir els 80 anys, perdé el dret a participar en qualsevol conclave futur.
El 16 de juny de 2015 el Papa Francesc el nominà el seu enviat especial al X Congrés Eucarístic Nacional del Perú, celebrat a Piura entre el 13 i el 16 d'agost següents.